# بايلك الشرق
بايلك الشرق هي أكبر بايلكات أيالة الجزائر من حيث المساحة وعدد السكان، عاصمته قسنطينة، تمتد جغرافيا من الحدود التونسية شرقاً إلى بلاد القبائل غرباً، ومن البحر الأبيض المتوسط شمالاً إلى الصحراء الكبرى جنوباً، وتضم عدة مدن إستراتيجية مثل سطيف وقالمة وامارة كوكو، بالإضافة إلى مدن ساحلية كبيرة وموانئ كعنابة والقل وجيجل وبجاية.
دخل بايلك الشرق تحت الحكم العثماني إثر وقعة القطن بين ميلة وقسنطينة، حيث أن عثمانيين بونة وتونس دخلوا قسنطينة سنة 1555م والحال أنهم وجدوا بها منذ 1535م ولكن لا يعلم صفة ذلك وكيفية أو نوعية الفتح.
وكان يحكم بايلك الشرق من عاصمته قسنطينة باي يعينه داي الجزائر، وكان أولهم رمضان تشولاك باي الذي تعاقب بعده ثلاثة وأربعون باياً، أشهرهم صالح باي وحسين باي بن صالح باي وعلي باي بن بابا علي وأحمد باي بن عبد الله المملوك وإبراهيم باي القرتلي ومحمد محمدي باي بن خان.
قياسا ببقية البايلكات، تميز بايلك الشرق بقلة النفوذ العثماني. بعد سقوط مدينة الجزائر وإبرام معاهدة تافنة مع الأمير عبد القادر، ركز الفرنسيون جهودهم لاحتلال بايلك الشرق (قسنطينة) الذي كان يحكمه أحمد باي بن محمد الشريف وحدث ذلك بعد معركة قسنطينة الثانية سنة 1837 م.

## التاريخ
بعد أن سيطر الأسبان على معظم المدن الساحلية الجزائرية عقب سقوط دولة الإسلام في الأندلس في أواخر القرن الخامس عشر الميلادي واستجابة لدعوة الأهالي، قدم العثمانيون لمدينة قسنطينة سنة 1517م وقد وقفوا إلى جانب السكان لصد التحرشات الأوروبية، وكان لتواجدهم بقسنطينة الأثر الهام في تطويرها، إلى أن أصبحت عاصمة لبايلك الشرق.

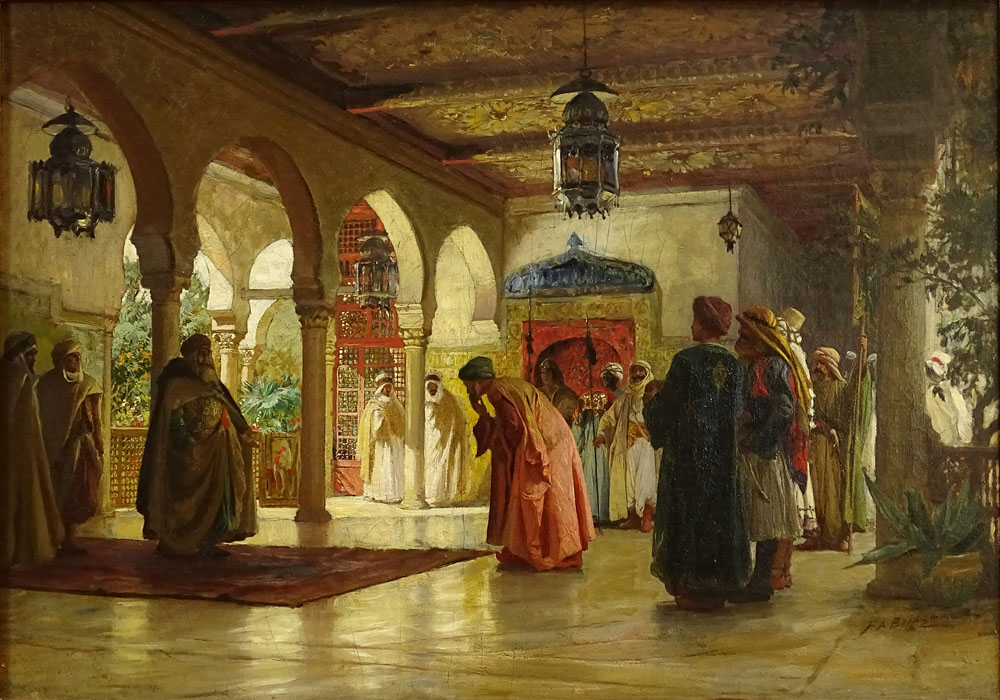
باي قسنطينة يستقبل السفراء

اختلفت آراء المؤرخين حول زمن دخول قسنطينة تحت راية الأتراك وتباينة تبايناً جلياً وهو ما يؤكد أن النفوذ التركي بالمدينة استقر تدريجياً بين 1520م و1555م ونذكر من بين المؤرخين:
- الأنبيري: يقول أن دخول قسنطينة تحت الحكم التركي كان في عهد خير الدين باشا سنة 927 هـ (1525م).[1]
- ابن دينار: يقول أن قسنطينة لم تدخل تحت راية العثمانيين إلا بعد سقوط وانتهاء الحكم الحفصي بها أي حوالي 932 هـ.[1]
- ابن العطار (مؤرخ قسنطينة): ذكر في كتابه تاريخ قسنطينة أن دخول الأتراك كان عام 925 هـ (1520 م) بعد أن هاجمها حسن قائد خير الدين باشا واحتلها ثم خرجت من يده إلى الحفصيين مرة أخرى وكان ممثلهم فيها سنة 1526/1527م ليستردها الترك في الأخير سنة 1534 م ليثبتوا حكمهم فيها.[1]
- العنتري: في كتابه بايات قسنطينة ذكر أن قسنطينة دخلت تحت الحكم العثماني في عهد فرحات باي سنة 1052 هـ.[1]
- عبد الرحمان بن محمد الجيلالي: يقول أنه من المحقق تاريخياً أن قسنطينة دخلت تحت الحكم العثماني إثر وقعة القطن بين ميلة وقسنطينة حيث أن أتراك بونة وتونس احتلوها سنة 1555م والحال أنهم وجدوا بها منذ 1535م ولكن لا يعلم صفة ذلك وكيفية الغزو أو نوعية الفتح والاحتلال.[1]

عاشت قسنطينة أوج ازدهارها في ظل حكم صالح باي الذي كان يشجع الحركات العلمية والمشاريع العمرانية وكان يسترشد بآراء العلماء، فأنشأ مدرسة الجامع الأخضر عام 1779م كما بنى المدرسة الكتانية بحي «سوق العصر» حاليا ويعود له الفضل في بناء بعض الجسور وشق الطرقات.
رغم أن دخول الحكم العثماني إلى قسنطينة كان بطريقة يمكن القول عنها سلمية حيث أنها كانت بطلب من السكان أنفسهم، لكن ذلك لم يمنع ظهور بعض الثورات الشعبية في وجه الأتراك مناديتاً بنزعهم من الحكم ووضعه في يد أبناء الجزائر الاصليين وأهمها:
ثورة أحمد الصخري: سنة 1047 هـ في عهد مراد باي (1622 - 1647) نشبت هذه الثورة في المنطقة الممتدة بين الزاب وحدود تونس وحتى حدود السلطة المركزية بالجزائر فكادت تطيح بالنظام العثماني لأن مدتها طالت وأدت إلى سقوط عدد من الباشوات وعدد كبير من الأرواح وساد خلالها مدينة قسنطينة الفوضى.
ثورة ابن الأحرش: وكان ذلك في فترة حكم عثمان باي (1803 - 1804) كان موطن هذه الثورة بين جيجل والقل وميلة حيث استطاع ابن الأحرش ببلاغته اكتساب الأنصار والمؤيدين من مختلف القبائل (حوالي مئة ألف رجل) فتوجه بهم نحو قسنطينة مستغلاً غياب الباي عثمان عنها لكنه لم يفلح بل لاقى مقاومة شرسة تعرض على إثرها لجروح اضطرته للتراجع. عند بلوغ الخبر إلى الباي والذي كان بصدد جمع الضرائب لتسديد مستحقات البايلك تجاه الداي بالجزائر، عاد إلى قسنطينة ثم توجه لملاحقة ابن الأحرش حيث قتل بالمكان المسمى اخناق عليهم أما ابن الأحرش فتقول بعض المصادر أنه قتل على يد ابن الشريف الدرقاوي الذي رأى فيه منافساً خطيراً.

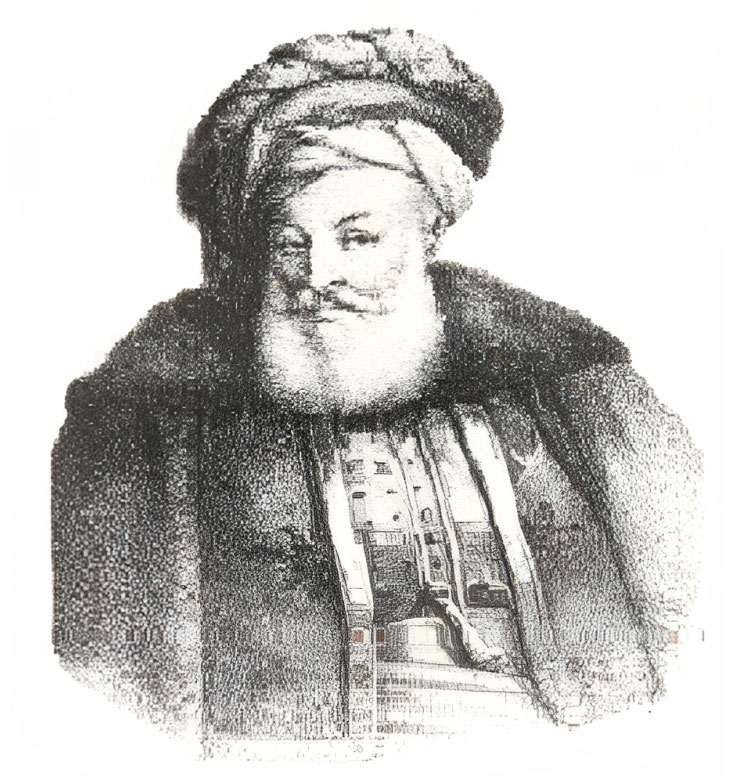
أحمد باي بن محمد الشريف

منذ السنوات الأولى لحكم أحمد باي بن محمد الشريف لقسنطينة بدأت تحرشات الفرنسيين بالمدن الساحلية لبايلك الشرق والتي تمكنت خلالها من الاستيلاء على مدينة عنابة سنة 1832 م ثم بجاية بعد ذلك عام 1833 م لتبدأ فيما بعد بالتوسع ناحية المدن الداخلية تجاه قالمة التي سقطت عام 1837 م، فتمكنت بذلك فرنسا من قطع مدد السلطان العثماني إلى بايلك الشرق من الناحية البحرية والحيلولة دون وصول الذخيرة والأسلحة منه إلى قسنطينة.
للتضييق على أحمد باي في قسنطينة قامت فرنسا بالتحالف مع إبراهيم الكريتلي في عنابة وفرحات بن سعيد في الزيبان وهما من أكبر أعداء الباي، وتآمر الجنرال برتران كلوزيل مع باي تونس ضد الحاج أحمد باي.
تم تعزيز قوات كلوزيل بقوات آتية من كل من الجزائر ووهران وبجاية وجعل مدينة عنابة نقطة التقاءها ليصل قوامها إلى أكثر من 7000 عسكري. هاجم كلوزيل قسنطينة في 21 نوفمبر 1836 فيما أصبح يعرف بمعركة قسنطينة الأولى والتي لاقى فيها الفرنسيون مقاومة شرسة جعلتهم يخسرون المعركة بخسائر قدرها 453 قتيل و304 جريح.
بعد تلقّي القوات الفرنسية ضربات موجعة على يد الأمير عبد القادر اضطرت إلى عقد معاهدة تافنة مع الأمير لتتفرغ للجهة الشرقية وهو ما يؤكد عدم التنسيق بين الثورات الشعبية في الجزائر. قام الفرنسي دامريمون بحملة لاحتلال قسنطينة وفيها لقي مصرعه، فخلفه الجنرال فالي (بالفرنسية: Sylvain Charles Valée)‏ على رأس الجيش الفرنسي، لكن عدم تكافؤ القوتين هذه المرة أضعف دفاعات المدينة وأدى إلى سقوطها.

## التنظيم السياسي
ضمن أيالة الجزائر حكم قسنطينة (بايلك الشرق) منذ عام 1528 بايات يعينهم داي الجزائر وذلك حتى سقوط قسنطينة بيد الجيش الملكي الفرنسي في 13 أكتوبر 1837. كان رمضان تشولاك باي أول باي لبايلك الشرق والذي حكم بين 1567 و1574، باي قسنطينة هو ممثل داي الجزائر والمسيير الإداري للبايلك.
كانت للباي دولة تتكون من موظفين يعملون تحت إمرته على رأسهم:
- الخليفة (اليوتنان).
- النقات: وهو رئيس بيت المال.

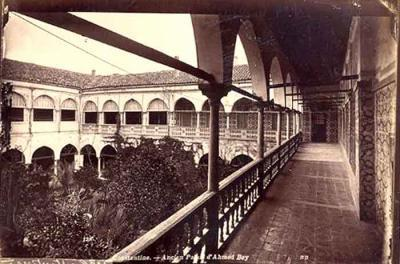
قصر الباي (أحمد باي بن محمد الشريف)

- الباش كاتب: وهو كبير الكتاب (الكاتب الأول).
- آغا الدائرة: وهو رئيس فرقة الفرسان.
- الباش سيار: وهو رئيس البريد.
- الباش سايس: وهو رئيس المشرفين على إسطبلات الخيول.
- شاوش الكرسي: هذا المنصب يقوم به اثنان يلازمان الباي ويحرسانه ويبلغان أوامره الشفهية إلى العامة وينفذان أحكامه بالإعدام.
- قايد الدار: ووظيفته قريبة من وظيفة شيخ المدينة.
- وظائف ثانوية أخرى منها: باش علام، باش طبال، وآغا الصبايحية وباش محلة

كان حكم قسنطينة مقسماً بين الأتراك وأهالي المدينة بعد الصلح الذي تم بينهم، فكان تصريف الوطن بينهم أثلاثاً، ثلث لابن علي شيخ العرب وثلث لشيخ نجع الحنانشة وثلث لحاكم الترك.

## النظام الاجتماعي
كان النظام الطبقي من الناحية الاجتماعية سائداً ابان الحكم العثماني إذ يمكننا تمييز الطبقات الاجتماعية الخمسة التالية:
- طبقة العثمانيون الأتراك: وتمثل قمة الهرم الاجتماعي، تمتلك السلطة والمناصب العليا في الدولة وقيادة الجيش.
- طبقة الكراغلة أو الموالون: وهم من أمهات جزائريات وهم على عكس أبناء الأربيات والمسيحيات لا يسمح لهم الارتقاء إلى مصاف الفئة الأولى.
- طبقة الحضر: وتشمل العائلات التي استوطنت المدينة منذ القدم بالإضافة إلى العائلات القادمة من تونس وبجاية والأندلس ويشكل هذه الفئة العلماء والفقهاء والتجار وأصحاب الحرف والصنائع والكتاب والإداريين.
- طبقة العمال: يأتون كل صباح للمدينة من الضواحي للعمل عند أهل المدينة في المخابز والحمامات والورشات والدكاكين ويغادرون مساءً.
- طبقة الزنوج والأسرى المسيحيين يسخرون للأعمال اليدوية والفنية.

## الديموغرافيا والسكان

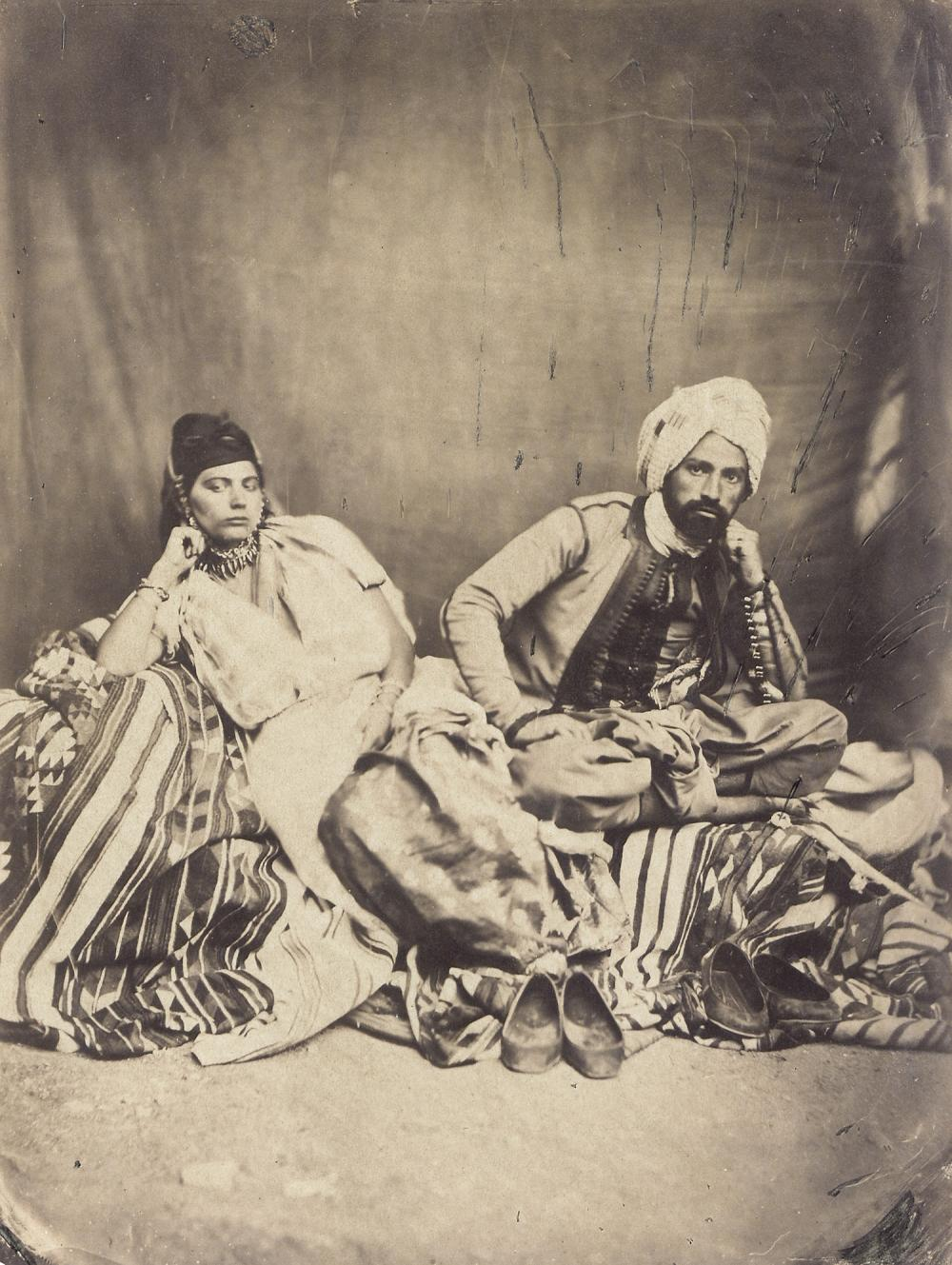
صورة لزوج يهودي من قسنطينة

كانت قسنطينة من أكبر الحواضر بأيالة الجزائر وعاصمة لبايلك الشرق، اختلف من وصفها في تحديد عدد سكانها فقد قال:
- ديفونتين عنها في القرن الثامن عشر أنها آهلة بالسكان وأنها أكبر وأجمل من مدينة الجزائر.[5]
- هيبوليت وهو ضابط بهيئة الأركان الفرنسية: قال أن عدد سكان المدينة (قسنطينة) في العهد التركي وقبيل الاحتلال الفرنسي يتراوح ما بين 25 و30 ألف من حضر ويهود وعرب.[6]

يمكن تقسيم سكان قسنطينة خصوصاً وبايلك الشرق عموماً اعتماداً على أصولهم العرقية إلى أربع مجموعات:
- الأمازيغ: ويختلفون عن باقي سكان البايلك بلغتهم وعاداتهم وتقاليدهم.
- الأعراب: يسكنون الخيم ويعيشون حياة البداوة وأغلب ثروتهم من الماشية وينقسمون إلى قسمين:
  - عرب: القبائل العربية البدوية التي تعيش في بايلك الشرق آنداك.
  - شاوية: ويختلفون عن سابقيهم (العرب) في اللغة إذ يتكلمون باللهجة الشاوية
- الأتراك: ويشكلون الطبقة السياسية الحاكمة للبلاد ويتحدثون التركية
- اليهود: خص لهم صالح باي منطقة الشارع بين باب القنطرة وحافة الهاوية لبناء منازلهم ودكاكينهم.

## بايات بايلك الشرق
حكم قسنطينة وبايلك الشرق بايات هذه أسمائهم وفترات حكمهم:
| الرقم | الحاكم                              | الحياة       | الحكم                    |
| ----- | ----------------------------------- | ------------ | ------------------------ |
| 1     | رمضان تشولاك باي                    |              | 1567 - 1574              |
| 2     | جعفر باي                            |              | 1574 - 1588              |
| 3     | محمد بن فرحات باي                   |              | 1588 - 1608              |
| 4     | حسن باي                             |              | 1608 - 1622              |
| 5     | مراد باي                            |              | 1622 - 1647              |
| 6     | فرحات باي                           |              | 1647 - 1653              |
| 7     | محمد بن فرحات باي                   |              | 1653 - 1666              |
| 8     | رجب بن فرحات باي                    |              | 1666 - 1673              |
| 9     | خير الدين باي                       |              | 1673 - 1676              |
| 10    | عبد الرحمان دالي باي                |              | 1676 - 1679              |
| 11    | عمر باي بن عبد الرحمان              |              | 1679 - 1688              |
| 12    | شعبان باي                           |              | 1688 - 1692              |
| 13    | علي خوجة باي                        |              | 1692 - 1700              |
| 14    | أحمد بن فرحات باي                   |              | 1700 - 1703              |
| 15    | إبراهيم العلج باي                   |              | 1703 - 1707              |
| 16    | حمودة باي                           |              | 1707 - 1707              |
| 17    | علي بن حمودة باي                    |              | 1708 - 1708              |
| 18    | حيسين شاوش                          |              | 1708 - 1709              |
| 19    | عبد الرحمان بن فرحات باي            |              | 1709 - 1709              |
| 20    | حسين دنجزلي باي                     |              | 1710 - 1710              |
| 21    | علي بن صالح باي                     |              | 1710 - 1713              |
| 22    | عليان باي (بوخيمة)                  |              | 1713 - 1736              |
| 23    | حسن باي بن حسين (بوحنك)             | مجهول - 1754 | 1736 - 1754              |
| 24    | حسين بن زرق عينو                    |              | 1754 - 1756              |
| 25    | أحمد باي بن علي القلي من مدينة القل |              | 1756 - 1771              |
| 26    | صالح بن مصطفى باي                   | 1725 - 1792  | 1771 - 1791              |
| 27    | براهم باي بو اصبع                   | مجهول - 1795 | 1792 - 1792              |
| 28    | حسين بوحنك باي                      | مجهول - 1798 | 1792 - 1795              |
| 29    | مصطفى باي بن سليمان الأوزناجي       |              | 1795 - 1798              |
| 30    | حاج مصطفى (إنكليس) باي              |              | 1798 - 1803              |
| 31    | عثمان باي بن محمد الكبير باي        |              | 1803 - 1804              |
| 32    | عبد الله خوجة بن إسماعيل باي        | مجهول - 1808 | 1804 - 1806              |
| 33    | حسين باي بن صالح باي                | مجهول - 1809 | 1806 - 1807              |
| 34    | علي باي بن بابا علي                 | مجهول - 1809 | 1807 - 1808 (حكم 15 يوم) |
| 35    | أحمد شاوش القبايلي                  |              | 1808 - 1808 (حكم شهراً)   |
| 36    | أحمد طوبال باي                      | مجهول - 1812 | 1808 - 1811              |
| 37    | محمد نعمان باي                      | مجهول - 1815 | 1811 - 1814              |
| 38    | محمد شاكر باي                       | مجهول - 1818 | 1814 - 1818              |
| 39    | قارة مصطفى باي                      |              | 1818 - 1818 (حكم شهراً)   |
| 40    | أحمد باي بن عبد الله المملوك        |              | 1818 - 1818              |
| 41    | محمد باي بن داود الميلي (بوشطابي)   |              | 1818 - 1819              |
| 42    | إبراهيم خوجة باي الغربي             | مجهول - 1820 | 1819 - 1820              |
| 43    | أحمد باي بن عبد الله المملوك        |              | 1820 - 1822              |
| 44    | إبراهيم باي القرتلي                 |              | 1822 - 1824              |
| 45    | محمد محمدي باي بن خان               |              | 1824 - 1826              |
| 46    | أحمد باي بن محمد الشريف             | 1784 - 1850  | 1826 - 1848              |